# 수치모델링센터
수치모델링센터(數値모델링센터)는 대한민국 기상청의 소속기관이다. 2017년 1월 1일 발족하였으며, 센터장은 고위공무원단 나등급에 속하는 일반직공무원 또는 기상연구관으로 보하되, 임기제공무원으로 보할 수 있다.

## 직무
- 수치예보 관련 계획의 수립·종합·조정
- 수치예보모델 개발 및 개선
- 국지성 상세 위험기상 현상의 수치적 예측기법 개선
- 자료동화 및 동네예보모델 운영·관리
- 자료동화기법 개발 및 개선
- 동네예보모델 자료 실시간 생산·제공
- 수치예보자료의 생산·지원·관리
- 수치예보자료 응용과정의 개발·개선 및 운영
- 수치예보기술의 연구 및 확산
- 수치예보모델의 진단 및 검증평가

## 연혁
- 1990년 12월 27일: 기상청 예보국에 수치예보과를 설치하여 수치예보에 관한 사무를 관장.[3]
- 2007년 3월 16일: 수치예보센터로 개편.[4]
- 2008년 2월 29일: 수치모델관리관실로 개편.[5]
- 2015년 1월 6일: 수치예보에 관한 사무를 국립기상과학원에 이관하여 수치모델연구부를 설치.[6]
- 2017년 1월 1일: 기상청 소속 수치모델링센터로 독립.[7]

## 조직

### 센터장
- 수치모델개발과[8]
- 수치자료응용과[8]
- 미래수치기술팀[9][10]